# Посудинка
Посудинка (Anoectangium) — рід мохів родини Pottiaceae.
Рід має космополітичне поширення.
Вид містить 34 види.